# Xenophyes adelphus

Xenophyes adelphus  (лат.) — вид полужесткокрылых насекомых из семейства Peloridiidae. Новая Зеландия.

## Описание
Мелкие полужесткокрылые насекомые с полупрозрачными надкрыльями, длина тела 2—3 мм. Ширина головы 0,98–1,23 мм; длина головы 0,33–0,38 мм. Комбинированная ширина двух надкрылий до 1,55 мм. Основная окраска желтовато-коричневая. Форма тела широкоовальная, плоская. Голова поперечная, примерно в 3 раза шире своей длины; передний край выпуклый. Пронотум в задней части гладкий. Оцеллии отсутствуют. Усики короткие 3-члениковые, булавовидные. Ротовые части гопогнатические. Лапки 2-члениковые. Нелетающие брахиптерные насекомые. Встречаются в горных и субальпийских лесах из южного бука (Nothofagus). Сезонность: октябрь — февраль.